# Барминский сельсовет
Барминский сельсовет — сельское поселение в Лысковском районе Нижегородской области.
Административный центр — село Бармино.

## История
Статус и границы сельского поселения установлены Законом Нижегородской области от 15 июня 2004 года № 60-З «О наделении муниципальных образований - городов, рабочих посёлков и сельсоветов Нижегородской области статусом городского, сельского поселения».

## Население
| 2002  | 2010  | 2012  | 2013  | 2014  | 2015  | 2016  |
| ----- | ----- | ----- | ----- | ----- | ----- | ----- |
| 2599  | ↘2191 | ↗2206 | ↘2167 | ↘2165 | ↘2114 | ↘2067 |
| 2017  | 2018  | 2019  | 2020  |       |       |       |
| ↘2043 | ↗2044 | ↘2010 | ↘1958 |       |       |       |

## Состав сельского поселения
| № | Населённый пункт | Тип населённого пункта       | Население |
| - | ---------------- | ---------------------------- | --------- |
| 1 | Анатольевка      | посёлок                      | ↘28       |
| 2 | Бармино          | село, административный центр | ↘1391     |
| 3 | Варганы          | село                         | ↘355      |
| 4 | Кременки         | деревня                      | ↘417      |